# Ференц Лист
 Тази статия е за композитора.  За частта от растение вижте Лист.  
Ференц Лист (на унгарски: Liszt Ferenc) или Франц Лист (на немски: Franz Liszt) е унгарски пианист и композитор от романтичния период. Той е един от най-известните изпълнители в Европа през 19 век, признат особено за умението му в изпълнението и представянето, и пианистките му способности.
Лист е признат заради редефинирането на свиренето на пиано, което той прави. Неговото влияние още е видимо и днес, както чрез композициите му, така и с наследството му като учител. Приятел, музикален поощрител и благодетел на много композитори от времето си, включително Фредерик Шопен, Рихард Вагнер, Ектор Берлиоз, Роберт Шуман, Камий Сен-Санс, Едвард Григ, Уле Бул, Йоахим Раф, Михаил Глинка и Александър Бородин.
Като композитор Лист е един от най-изявените представители на Новата германска школа (Neudeutsche Schule). Той е признат заради неговото откривателство на симфоничната поема, както и на модерния соло пиано рецитал, и виртуозността, която му печели одобрението на композитори и изпълнители едновременно.

## Биография

### Ранни години
Ференц Лист е роден на 22 октомври 1811 г. в Доброян (на немски: Raiding) в Кралство Унгария, Австрийска империя. Негови родители са Ана и Адам Лист. Бащата на Лист свири на пиано, цигулка, чело и китара. Бил е в служба на принц Николас II Естерхази и познава лично Хайдн, Хумел и Бетховен. На шестгодишна възраст Ференц започва да слуша внимателно свиренето на пиано на баща си. Адам се заема да го учи на пиано и на осемгодишна възраст Ференц започва да композира елементарни композиции. Посещава концерти в Шопрон и Пресбург (днешна Братислава, Словакия) през октомври и ноември 1820 г. След концертите група богати спонсори предлагат да финансират музикалното му обучение във Виена.
Там Лист получава уроци по пиано от Карл Черни, който е бил ученик на Бетховен и Хумел. Той също така получава уроци по композиция от Фердинандо Паер и Антонио Салиери. Публичният дебют на Лист на концерт във Виена на 1 декември 1822 г. е огромен успех. Посрещнат е в австрийски и унгарски аристократични кръгове и също така се среща с Бетховен и Шуберт.

### Живот в Париж
След смъртта на баща си през 1827 г. Лист се премества в Париж, където живее в малък апартамент заедно с майка си. За да печели пари, той започва да дава уроци по пиано и композиране, често от рано сутрин до късно вечер. Учениците му живеели на различни места из целия град, затова често му се е налагало да покрива големи разстояния. По това време започва да пуши и пие – навици, които ще запази до края на живота си.
На следваща година Лист се влюбва в една от ученичките си, Каролин дьо Сен-Крик, дъщеря на министъра на търговията на Шарл X, Пиер де Сен Крик. Баща ѝ настоява да прекратят аферата. Лист се разболява тежко и преживява дълъг период на религиозни съмнения и песимизъм. Той отново заявява желание да ходи на църква, но е разубеден от майка си. Има много дискусии с Хюг-Фелисите Роберт дьо Ламене, който играе ролята на негов духовен баща, както и с Кретиен Уран, който го представя на сенсимонизма.
По време на този период Лист чете широко, за да преодолее липсата на общо образование, и скоро се запознава с мнозина водещи автори и художници на времето си, включително Виктор Юго, Алфонс дьо Ламартин и Хайнрих Хайне. През тези години Лист не композира почти нищо. Юлската революция от 1830 г. обаче го вдъхновява да напише Революционна симфония. На 4 декември 1830 г. се среща с Ектор Берлиоз, ден преди премиерата на Symphonie fantastique. Музиката на Берлиоз създава силно впечатление у Лист, особено по-късно, когато композира за оркестри. От Берлиоз наследява дяволското качество на много от творбите си.
През 1833 г. Лист транскрибира няколко творби на Берлиоз, включително Symphonie fantastique. Основният му мотив за това, и най-вече със Симфонията, е да помогне на обеднелия Берлиоз, чиято симфония остава неизвестна и непубликувана. Лист сам заплаща за публикуването ѝ и я свири много пъти, за да помогне с популяризирането ѝ. През това време той се сприятелява с трети композитор, който му повлиява, Фредерик Шопен; под неговото влияние поетичната и романтичната страна на Лист започва да се развива.
През февруари 1847 г. Лист свири в Киев. Там се запознава с полската принцеса Каролина Зайн-Витгенщайн, която се превръща в една от най-значимите личности до края на живота му. Тя го убеждава да се съсредоточи върху композирането, което означава да се откаже от кариерата си на пътуващ виртуоз. След турне на Балканите, Турция и Русия, Лист прави последния си концерт в Йелисаветград през септември. Зимата прекарва с принцесата в имението ѝ във Воронинце.
През 1866 г. Лист композира унгарската церемония по коронацията на Франц Йосиф и Елизабет Баварска.

### Последни години
Лист пада по стълбите на хотел във Ваймар на 2 юли 1881 г. Остава неподвижен за осем седмици след инцидента и никога не се възстановява напълно от него. Проявяват се редица заболявания – оток, астма, безсъние, катаракта на лявото око и сърдечни заболявания, които допринасят за смъртта на Лист. Той става все по-мрачен от чувста на запустение, отчаяние и безпокойство за смъртта – чувства, които изразява в творбите си от този период. Както казва на Лина Раман: „Нося дълбока тъга в сърцето си, която от време на време трябва да избухва в звук.“
На 13 януари 1886 г., докато Клод Дебюси е във Вила Медичи в Рим, Лист се среща с него, с Пол Видал и Виктор Хърбърт. Лист свири Au bord d'une source от своята Années de pèlerinage, както и аранжимента му на Шубертовата „Аве Мария“. Дебюси и Видал свирят своя аранжимент на Листовата Faust Symphonie, но се твърди, че Лист заспал по време на представлението им.
Композиторът Камий Сен-Санс, стар приятел на Лист, посвещава своята Симфония № 3 на Лист; премиерата ѝ е в Лондон, само няколко седмици преди смъртта на Ференц Лист.
Лист умира в Байройт, Германия, на 31 юли 1886 г. на 74-годишна възраст, официално в резултат на пневмония. Погребан е на 3 август 1886 г. в общинското гробище в Байройт против желанието му.

## Творчество
- симфонии – „Данте“ по „Божествена комедия“ на Данте и „Фауст“ по „Фауст“ на Й. В. Гьоте;
- 13 симфонични поеми (създател на жанра) – „Прелюдии“ по А. дьо Ламартин, „Тасо“ по Гьоте, „Битката на хуните“ по Каулбах и др.;
- 2 концерта за пиано, клавирни творби – соната, концертни етюди, валсове („Мефисто валс“);
- 19 рапсодии („Унгарска рапсодия“), фантазии, транскрипции и др.

В голямата си част творчеството му е програмно, вдъхновено от унгарски национални мелодии и ритми, с емоционално наситена мелодика.
Автор е и на множество есета, посветени на музиката.

## Личен живот
От 1835 до 1839 г. той живее (без брак) с графиня Мари д'Агу, френска писателка, която публикува под псевдонима Даниъл Стърн (Daniel Stern). Тя е фактическата жена на Ференц Лист, майка на трите му деца. Лист е близък приятел с Рихард Вагнер, който се жени за дъщеря му Козима.
Макар и роден в Австрийска (Хабсбургска) Унгария, фактически по кръв Лист не е унгарец . Родословното му дърво е добре проучено и може да се види примерно тук . Майка му Анна Лагер е германка, а дядо му Георг по бащина линия е сменил австрийското изписване на фамилното си име List с унгарското изписване Liszt, за да се хареса на покровителите си – унгарските принцове Естерхази – от които е бил финансово зависим. В дома на Франц Лист се е говорело само на немски език, а когато той след смъртта на баща си се преселва в Париж, втори негов език става френският. Чак на средна възраст започва да взима уроци по унгарски, но никога не го научава добре. Изнасяйки за пръв път концерт в Будапеща, Лист гордо заявява на публиката „Аз съм унгарец”, само че го казва на френски "Je suis hongrois”.